# Bão Harriet (1962)
Bão Harriet, được biết đến ở Việt Nam với tên gọi bão số 7 năm 1962, là 1 cơn bão yếu hoạt động ở Biển Đông và cũng là 1 cơn bão xoáy nhiệt đới Bắc Ấn Độ Dương.

## Lịch sử khí tượng
Không rõ cường độ xoáy thuận nhiệt đới

### Hình thành và tăng cường
Cơn bão nhiệt đới Harriet hình thành từ điều kiện thời tiết khắc nghiệt có tâm ngoài khơi Philippines, sau đó tăng cường thành cơn bão có sức phá hoại cực lớn vào 6 ngày sau đó và đổ bộ vào tỉnh Nakhon Si Thammarat, Thái Lan. Cơn bão ghi nhận sức gió lên đến 60 km/h đã khiến toàn bộ những ngôi làng thuộc khu vực Laem Talumphuk bị xóa sổ hoàn toàn.

## Những thiệt hại
Sau khi cơn bão quét qua, hơn 10.000 người bị mất nhà cửa. Theo thống kê của Cục khí tượng Thái Lan, số người tử vong trong cơn bão lên đến 935 người và nhiều người khác bị thương và mất tích.
Lở đất thường được hình thành từ lũ quét dũ dội, đây được coi là thảm họa thiên nhiên tồi tệ và khó khắc phục hậu quả nhất đối với đất nước Thái Lan. Các cảnh báo đã được ban bố khẩn cấp vào tháng 10 năm 1962 khi lũ lụt và sạt lở đất xảy ra đột ngột tại các huyện Ban Kathun Nuea, Phiphun và Ban Khiri Wong ở tỉnh Nakhon Si Thammarat, Thái Lan.
Giới chức nước này ghi nhận 230 trường hợp chấn thương và tử vong, kèm theo đó là nhiều thiệt hại nặng nề đối với kinh tế lên đến 30,5 triệu USD.
Bão Harriet làm hơn 50.000 người chết tại Bangladesh ngày nay.